# Doフィナンシャルサービス
株式会社Doフィナンシャルサービス(Do Financial Service Co.,LTD.)は、日本のみなし貸金業者である。

## 概要
消費者向けに金融事業を行っていた。主なサービスは次の通りである。
- Do-Link決済
- セシールカード
- オートクレジット

## 沿革
- 2002年10月25日 - 住商ポケットファイナンス株式会社設立。
- 2007年2月22日 - プロミス株式会社（現SMBCコンシューマーファイナンス株式会社）の100%子会社として株式会社Doフィナンシャルサービス設立。
- 2008年5月27日 - 住商ポケットファイナンス株式会社が商号をエス・ピー・エフ株式会社に変更。
- 2008年12月1日 - 株式会社Doフィナンシャルサービスがエス・ピー・エフ株式会社を吸収合併。
- 2011年5月18日 - プロミスがDoフィナンシャルサービス株をSBIキャピタルソリューションズ（現アドミラルキャピタル株式会社）に売却。